# Bandy
Bandy é um esporte coletivo de inverno, no qual uma bola é batida com um taco. É considerado um ancestral do hóquei no gelo. O bandy é praticado ao ar livre num campo plano de gelo, e tem bastantes regras semelhantes às do futebol.
As maiores potências deste esporte são a Noruega, Suécia, Finlândia, Rússia, Cazaquistão, Estados Unidos e Canadá. É o único desporto olímpico de inverno reconhecido pelo COI que não está incluído no programa dos Jogos Olímpicos de Inverno. É também reconhecido pelo Federação Internacional do Esporte Universitário.

## Regras

### Equipe

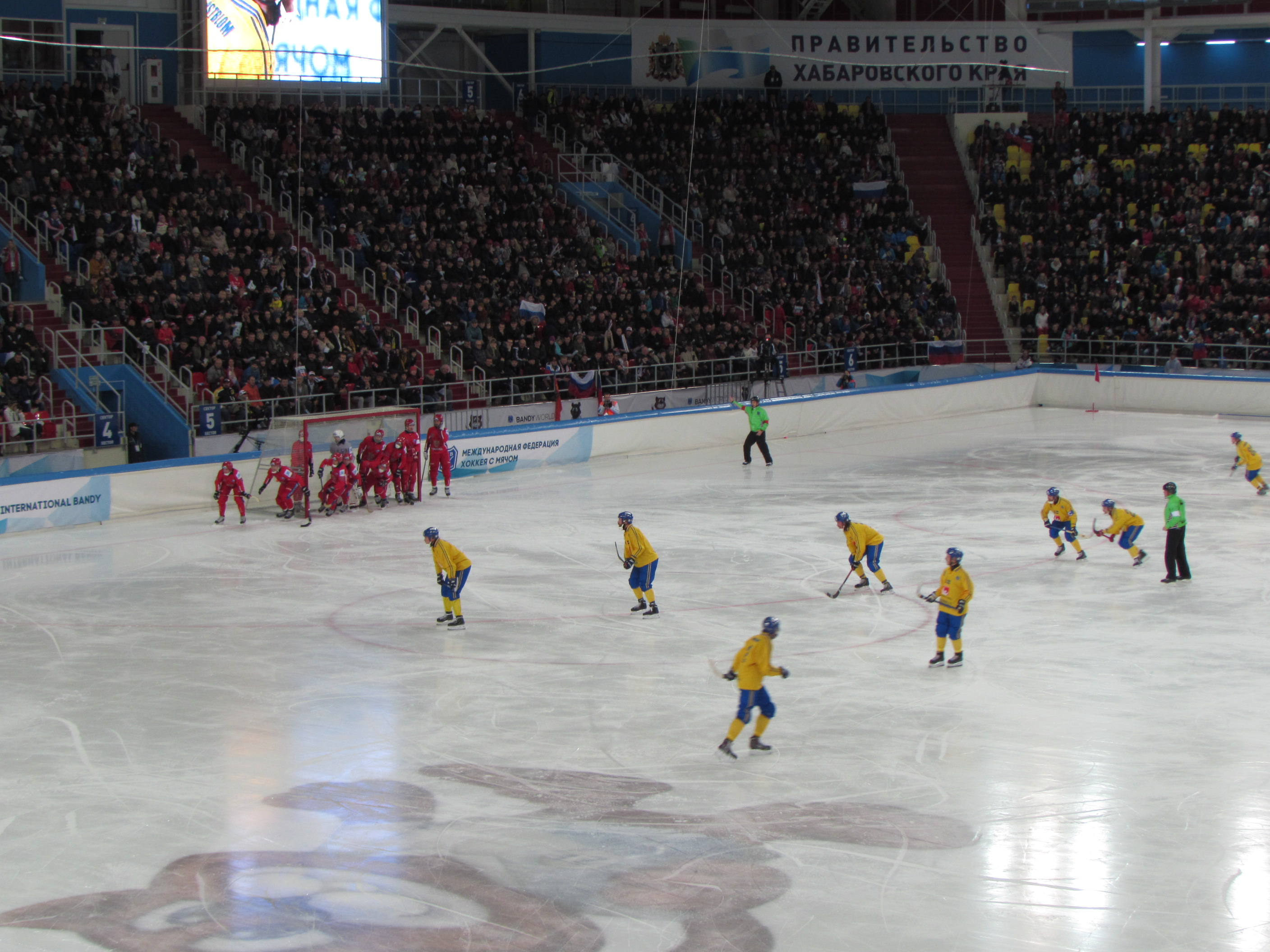
Equipes de bandy.

A partida é disputada entre duas equipes com 11 jogadores titulares cada, sendo um goleiro, único que é permitido tocar a bola com a mão, as posições geralmente são definidas em defensores, meio-campos e atacantes, semelhantes ao futebol.

### Duração da partida
A partida é disputada em dois tempos contínuos de 45 minutos, podendo ter acréscimos, dependendo das condições climáticas pode ser diminuído para 30 minutos.

### Campo

Campo de bandy.

Um campo de bandy geralmente é um rink de patinação montado em cima de um campo utilizado para jogos de futebol, possui entre 90 e 110 metros de comprimento, por entre 45 a 60 metros de largura, para jogos internacionais não deve ser menor que 100 metros de comprimento, nem 60 de largura, com uma barreira de 15 cm de altura nas linhas para evitar que a bola deixe o campo.
O gol possui 3,5 metros de largura por 2,1 metros de altura, com uma área de pênati semi-circular de 17 metros de raio, a marca de pênalti está a 12 metros do gol, também existem duas áreas de cobrança de falta com 5 metros de diâmetro, mesmo diâmetro do cículo central, em cada uma das pontas existe uma marca de escanteio com 1 metro de raio.

### Regra do impedimento
Diferentemente do hóquei no gelo, o bandy segue a regra do impedimento através da linha do último jogador do time, semelhante ao futebol.